# 海老名みや

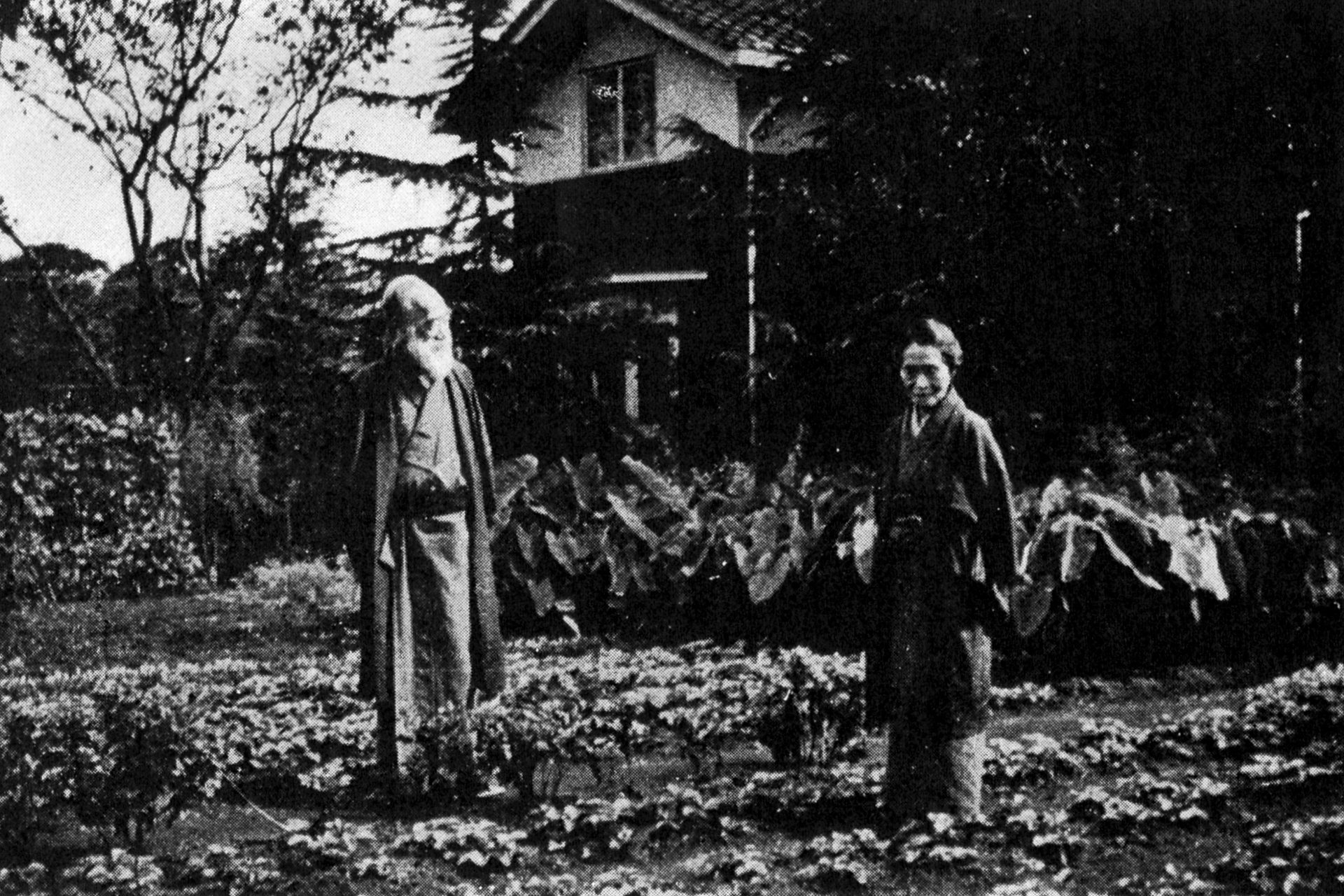
海老名みやと夫の弾正

海老名 みや（えびな みや、1862年12月26日（文久2年11月6日） - 1952年（昭和27年）3月4日）は、海老名弾正の妻で、キリスト教会の婦人活動家である。

## 来歴
横井小楠と後妻つせ子の娘として、熊本郊外の沼山津（現・熊本市東区沼山津）に生まれる。戸籍上は熊本県士族・伊勢平四郎の長女。1869年に小楠が暗殺されると熊本に転居し、リロイ・ランシング・ジェーンズの妻から英語を学ぶ。1875年に母方のいとこ徳富初子と共に洋学校への編入を認められる。
1876年、兄時雄や海老名喜三郎（弾正）らと一緒にキリスト教への入信を誓う。1877年に京都に移り、同志社に入学する。1882年、新島襄から洗礼を受ける。1882年、兄の勧めで喜三郎と結婚する。群馬安中、東京、熊本、京都、神戸と牧師夫人として夫と共に教会に仕える。叔母（母の妹）矢嶋楫子の日本基督教婦人矯風会の創立、また伯母（母の姉）竹崎順子の熊本女学校の創立に関わる。
1909年創刊の女性教養誌『新女界』の編集に夫や安井てつらとともに携わる。
1918年、夫と共に欧米に行き、ピッツバーグの世界キリスト教徒大会で日本人代表として出席する。1920年、夫が同志社総長になると京都に移った。
1937年に夫が死去した後は、キリスト教連合婦人会の会長を務めた。墓所は多磨霊園。

## 関連作品
- 八重の桜（2013年、NHK大河ドラマ） - 演：坂田梨香子